# 수학 원리

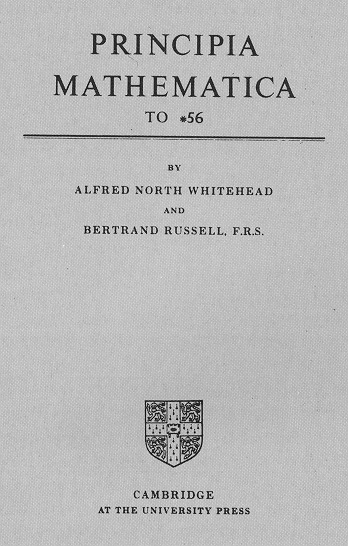
《수학 원리》 요약본 표지. 56장까지만 수록되어 있다.

《수학 원리》(라틴어: Principia Mathematica 프린키피아 마테마티카[*], 1910-1913)는 3권으로 이루어진 버트런드 러셀과 알프레드 노스 화이트헤드의 공저서이다. 순수 수학을 집합론의 기초 공리계로부터 정의하였다.

## 내용

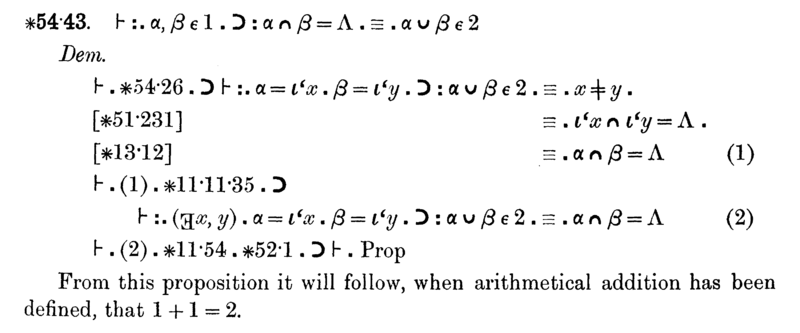
산술의 간단한 정리 "1+1=2"의 집합론적 형태. 1권에 수록돼 있다.

《수학 원리》는 집합론으로 시작하여, 자연수의 페아노 공리계 및 유리수·실수의 기초적인 성질을 다룬다. 기하학을 취급할 예정이던 4권은 미간으로 끝났다.
《수학 원리》는 총 6부로 구성되어 있다.
| 권    | 부  | 제목                  | 원어 제목                          | 장          | 내용 |
| ----- | --- | --------------------- | ---------------------------------- | ----------- | --- |
| 1권   | 1부 | 수리 논리             | Mathematical logic                 | *1 ~ *43    | 명제 논리, 술어 논리, 집합론, 이항 관계, 유형 이론                                                                     |
| 1권   | 2부 | 기수 산술의 전제 개념 | Prolegomena to cardinal arithmetic | *50 ~ *97   | 이항 관계, 전순서, 정렬 순서                                                                                           |
| 2권   | 3부 | 기수 산술             | Cardinal arithmetic                | *100 ~ *126 | 기수의 정의 (같은 크기의 집합들의 동치류) 및 연산                                                                      |
| 2권   | 4부 | 관계 산술             | Relation-arithmetic                | *150 ~ *186 | 순서수의 정의 (정렬 집합들의 동치류) 및 연산                                                                           |
| 2·3권 | 5부 | 급수                  | Series                             | *200 ~ *276 | 전순서 집합. 《수학 원리》에서는 이를 "급수"라고 부른다.                                                               |
| 3권   | 6부 | 양                    | Quantity                           | *300 ~ *375 | 정수환 {\displaystyle \mathbb {Z} }, 유리수체 {\displaystyle \mathbb {Q} }, 실수체 {\displaystyle \mathbb {R} }의 구성 |

## 배경
러셀과 화이트헤드는 모두 수학자·논리학자였던 독일의 고틀로프 프레게, 이탈리아의 주세페 페아노 등의 선구적 업적을 계승하여 수학의 원리는 몇 안되는 공리계로 환원될 수 있으며, 이것은 논리학의 원리에 틀림없다고 보았고, 우선 이 책에서 기호 논리학을 도입·확립하고 거기서부터 수학 체계를 재구성하려고 하였다. 《수학 원리》는 종래의 논리학과 달리 애매한 일상 언어 대신 순수하게 기호 논리학을 사용하여, 모든 명제에 형식적 증명을 제공하였다. 언어를 명확히 함으로써 철학 문제를 해결하려는 논리실증주의 철학에 하나의 이상 언어(理想言語)를 제시하는 등, 논리실증주의 철학의 발전에 결정적인 영향을 주었다. 특히 러셀의 경우, 이 논리학의 연구를 통해 얻은 수법·사고방식이 그의 모든 철학의 기초가 되고 있다.
"논리학은 수학의 청년기이며 수학은 논리학이 성인이 된 것"이라고 하여, 수학과 논리학을 동일시하는 논리주의의 입장은 형식주의·직관주의와 함께 수학의 기초에 대한 하나의 입장을 구성하고 있다.

## 같이 보기
- 불 논리
- 정보 처리 언어
- 스탠퍼드 철학 백과사전